# Hipposideros boeadii
Hipposideros boeadii és una espècie de ratpenat de la família dels hiposidèrids. És endèmic de Sulawesi (Indonèsia). Fou anomenat en honor del zoòleg indonesi D. R. S. «Pak» Boeadi.

## Descripció

### Dimensions
És un ratpenat de petites dimensions, amb una llargada del cap i de l'avantbraç d'entre 40,5 i 42,7 mm, la llargada de la cua d'entre 16 i 21 mm, la llargada del peu d'entre 6,9 i 8,7 mm, la llargada de les orelles d'entre 16,5 i 18 mm i un pes de fins a 8,5 g.

### Aspecte
El color general del cos és marró-rogenc. Les orelles són negrenques, amb la punta arrodonida i una lleugera concavitat a la vora posterior. L'antitragus té un plec a la vora superior. La fulla nasal es compon d'una porció anterior rodona, amb una petita cavitat a la part central al llarg de la vora anterior, mentre que la porció posterior té un marge superior arrodonit i tres septes verticals que la divideixen en quatre cel·les. Un sac frontal ben desenvolupat és present al front dels mascles, darrere del lòbul posterior. En canvi, unes petites protuberàncies, també al front per sobre dels ulls, són presents en ambdós sexes. Les membranes alars varien del marró fosc al negrós. La cua és llarga i s'estén lleugerament més enllà de l'ample uropatagi.

### Ecolocalització
Emet ultrasons de freqüència constant amb màxima energia a 118,3 kHz.

## Biologia

### Alimentació
S'alimenta d'insectes.

## Distribució i hàbitat
Aquesta espècie és coneguda només en una localitat del Parc Nacional de Rawa Aopa Watumohai, a la part sud-oriental de l'illa de Sulawesi.
Viu a les selves pluvials de plana.

## Estat de conservació
La Llista Vermella de la UICN, tenint en compte que aquesta espècie ha estat descoberta recentment i, per tant, encara hi ha poca informació sobre la seva distribució, el seu estat de conservació i les seves necessitats ecològiques, classifica H. boeadii com a espècie amb dades insuficients (DD).